# Балдойл
Балдойл (англ. Baldoyle; ирл. Baile Dúill) — пригород в Ирландии, находится в графстве Фингал (провинция Ленстер).

## Расположение
Балдойл находится в северо-восточной части Дублина. По западной линии граничит с пригородом Донабейт, который был сформирован из части территории Балдойла, по южной и юго-восточной части граничит с пригородами Портмарнок, Саттон и Бейсайд.
В пригород можно проехать по прибрежной автомобильной дороге с велосипедным треком из Дублина в Хоут, по дороге из Саттон-Кросс через Стейшн-Роуд, а также по автодорогам из Донабейта и Портмарнока.